# Dij

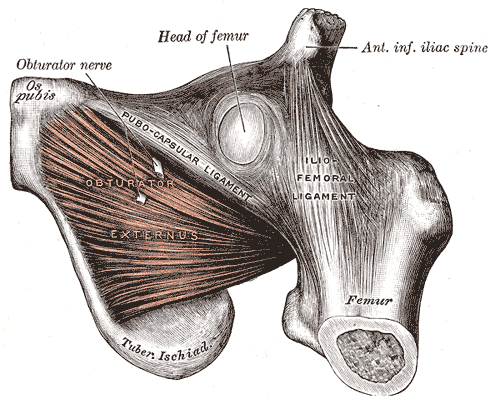
Doorsnede van het menselijk dijbeen

De dij is in de anatomie van zowel mens als gewervelde dieren het gedeelte van het been dat zich tussen de heup en de knie bevindt.

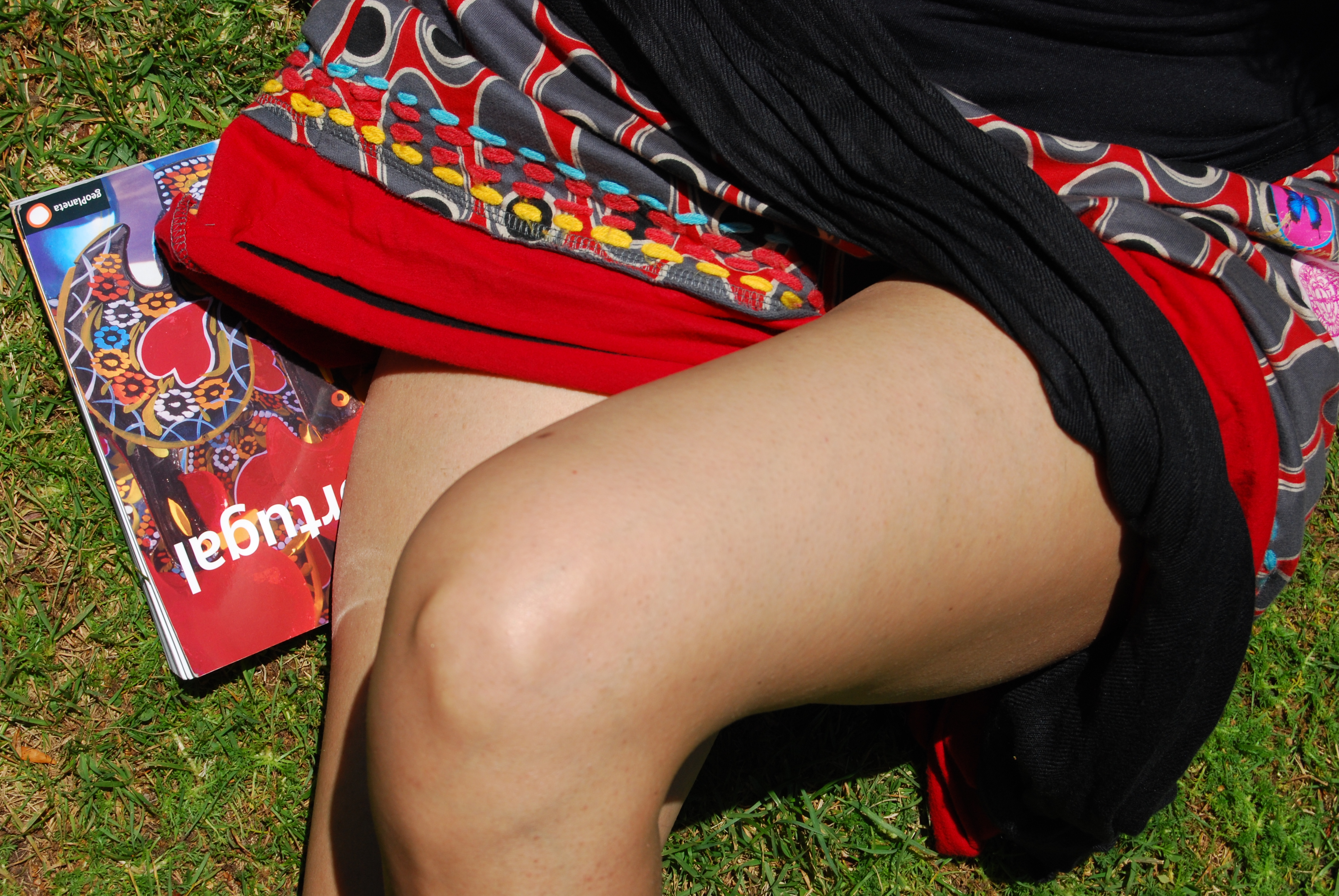
De bovenbenen bij de mens (vrouw)

Bij onder meer de mens wordt de dij ook bovenbeen genoemd. Het is het bovenste deel van het been.
De belangrijkste spiergroep in de bovenbenen is die van de musculus quadriceps femoris. Het bovenbeen levert de meeste energie bij activiteiten waarbij de benen gebruikt worden, zoals lopen en rennen.
In de dij zit één bot, dat zeer dik en sterk is en een kogelgewricht vormt bij de heup en een scharnierverbinding bij de knie. Dit bot heet het dijbeen.